# High Moon Studios
High Moon Studios est une société de développement de jeux vidéo, fondée sous le nom Sammy Studios
Après une période d'indépendance en janvier 2006 sous ce nouveau nom, le studio est racheté par Vivendi Games. Il est désormais l'un des studios internes de Activision Blizzard.

## Jeux développés
- Darkwatch (Xbox, PlayStation 2) (2005)
- La Mémoire dans la peau (Xbox 360, PlayStation 3) (2008)
- Transformers : La Guerre pour Cybertron (Xbox 360, PlayStation 3, PC) (2010)
- Transformers 3 : La Face Cachée de la Lune (Xbox 360, PlayStation 3) (2011)
- Transformers : La Chute de Cybertron (Xbox 360, PlayStation 3) (2012)
- Deadpool (Xbox 360, PlayStation 3, PC) (2013)
- Call of Duty: Ghosts (Xbox 360, PlayStation 3, PC, Xbox One, PlayStation 4, Wii U) (2013)
- Call of Duty: Advanced Warfare (Xbox 360, PlayStation 3) [2] (2014)
- Call of Duty: Modern Warfare Remastered